# Абасов, Назарали Сафарали оглы
Назарали Сафарали оглы Абасов (азерб. Nəzərəli Səfərəli oğlu Abbasov; род. 1935, Кюрдамирский район) — советский азербайджанский работник связи, Герой Социалистического Труда (1986). Заслуженный работник связи Азербайджанской ССР (1982).

## Биография
Родился в 1935 году в селе Аршали Кюрдамирского района Азербайджанской ССР.
С 1953 года — электромонтёр Бакинского эксплуатационно-технического узла связи № 1 Министерства связи Азербайджанской ССР. Достиг высоких результатов при ремонте оборудования для связи в период одиннадцатой пятилетки, добивался высокого качества проделанной работы и регулярно побеждал в социалистическом соревновании.
Указом Президиума Верховного Совета СССР от 3 июля 1986 года за выдающиеся достижения в выполнении одиннадцатой пятилетки и социалистических обязательств, высокое качество работы и проявленную трудовую доблесть Абасову Назарали Сафарали оглы присвоено звание Героя Социалистического Труда со вручением ордена Ленина и золотой медали «Серп и Молот».
Активно участвовал в общественной жизни Азербайджана. Член КПСС с 1962 года.
С 2003 года — президентский пенсионер.